# Martin Short (pilote automobile)
Pour les articles homonymes, voir Martin Short (homonymie) et Short (homonymie).
Martin Short est un pilote automobile anglais né le 20 mars 1959 à El Adem (en), une base de la Royal Air Force en Libye.

## Biographie
Il commence la compétition automobile en 1987 dans le Challenge Kit Car et est nommée la même année Champion BRSCC de cette catégorie.

L'année suivante, il remporte une victoire en Formule First Winter Serie.

De 1989 à 1990, il participe au MG Metro Challenge, puis de 1991 à 1993 au Rover 216 GTi.

La victoire lui sourit en 1994 où il remporte 3 courses en River Turbo Cup, challenge qu'il court en parallèle avec le TVR Tuscan Challenge où il a moins de succès.
 
Mais, de 1995 à 1999, et toujours dans le TVR Tuscan Challenge, il se classe au général 2e en 1995 et 3e en 1996, 1997 et 1998.

À partir de 1998, il se lance en catégorie FIA GT et dans les courses d'endurance comme les courses Le Mans Series, 24 heures du Mans et de Nürburgring.   
Il est le propriétaire de l'écurie de course Rollcentre Racing.

## Résultats aux 24 Heures du Mans
| Année | Voiture               | Équipe            | Équipiers                     | Résultat |
| ----- | --------------------- | ----------------- | ----------------------------- | -------- |
| 2002  | Ferrari 360 Modena GT | JMB Racing        | Sam Hancock / Cort Wagner     | Abandon  |
| 2004  | Dallara SP1           | Rollcentre Racing | João Barbosa / Rob Barff      | Abandon  |
| 2005  | Dallara SP1           | Rollcentre Racing | João Barbosa / Vanina Ickx    | 16e      |
| 2006  | Radical SR9           | Rollcentre Racing | João Barbosa / Stuart Moseley | 20e      |
| 2007  | Pescarolo 01          | Rollcentre Racing | João Barbosa / Stuart Hall    | 4e       |